# The Mechanik
The Mechanik è un film d'azione del 2005 scritto, diretto ed interpretato da Dolph Lundgren.

## Trama
Nicholaj Cherenko è un ex soldato sovietico, veterano della guerra in Afghanistan. Durante una sparatoria gli vengono uccisi la moglie e il figlio, Nicholaj trova così gli assassini uccidendo alcuni di loro e ferendo il loro capo. Nicholaj credendo di aver fatto giustizia lascia la Russia e si trasferisce a Los Angeles, dove lavora come meccanico.
A Los Angeles viene cercato da una famiglia molto facoltosa, che vuole ingaggiarlo per ritrovare la figlia rapita, inizialmente rifiuta ma quando gli viene mostrata la foto del rapitore accetta l'incarico.